# Rabou
Rabou – miejscowość i gmina we Francji, w regionie Prowansja-Alpy-Lazurowe Wybrzeże, w departamencie Alpy Wysokie.
Według danych na rok 1990 gminę zamieszkiwało 46 osób, a gęstość zaludnienia wynosiła 1,7 osób/km². W styczniu 2015 r. Rabou zamieszkiwały 82 osoby, przy gęstości zaludnienia wynoszącej 3,1 osób/km².